# Federazione Piemonte, Valle d'Aosta e Liguria BCC
La Federazione delle Banche di Credito Cooperativo di Piemonte, Valle d'Aosta e Liguria costituisce l'organismo associativo delle Banche di Credito Cooperativo (BCC) della regione a cui fornisce rappresentanza, assistenza, consulenza e formazione.
La Federazione è, a sua volta, associata a Federcasse, la Federazione Italiana delle BCC-CR.